# Tramwaje w Blonay
Tramwaje w Blonay − zlikwidowany system komunikacji tramwajowej w szwajcarskich miastach Blonay i Clarens.

## Historia
Prace budowlane ruszyły w czerwcu 1910. Linię tramwajową Clarens Pl. Gambetta - Blonay otwarto 23 listopada 1911. 4 października 1913 postanowiono przedłużyć linię z Clarens Pl. Gambetta do przystani na jeziorze Genewskim. Otwarcie tego odcinka o długość niespełna 400 m nastąpiło 4 lipca 1915. Od 1923 odcinek od Clarens Debarcadère (przystań) – Clanes Pl. Gambetta był obsługiwany tylko latem, a 31 października 1943 zamknięto ten odcinek. Pozostały fragment linii od Clarens Pl. Gambetta do Blonay zamknięto 31 grudnia 1955.

## Linia
Trasa linii tramwajowej:
- Blonay −  Clarens-Gambetta (place Gambetta) − Clarens-Débarcadère

## Tabor
Do obsługi linii posiadano 3 wagony silnikowe, 3 doczepne oraz 2 wagony doczepne towarowe. Tramwaje były malowane na kremowo-szaro. 
Dane techniczne taboru:
| Typ    | Rok produkcji | Liczba egzemplarzy/numery | Długość | Waga   | Uwagi            |
| ------ | ------------- | ------------------------- | ------- | ------ | ---------------- |
| Ce 2/2 | 1911          | 3/1−3                     | 8 m     | 12 ton | wagony silnikowe |
| C      | 1896          | 3/11−13                   | 6 m     | 3 ton  | wagony doczepne  |
| M      | 1913          | 2/1−2                     | 3,6 m   | 2 tona | wagony towarowe  |